# Военно-исторический музей артиллерии, инженерных войск и войск связи
Вое́нно-истори́ческий музе́й артилле́рии, инжене́рных войск и войск свя́зи (Артиллерийский музей) — советский и российский музей в Санкт-Петербурге.

## История
История образования современного музея берёт начало от Цейхгауза (нем. Zeughaus — оружейный дом), основанного в Санкт-Петербурге в 1703 году Петром I, который в 1702 году издал указ о сборе военных памятников «для памяти на вечную славу», а в 1703 году дал распоряжение о сохранении для истории мортиры, отлитой в 1605 году пушечным мастером Андреем Чоховым и его учеником Проней Фёдоровым и находившейся в Московском арсенале.
В 1711 году был основан Санкт-Петербургский Литейный двор. В 1776 году князь Г. Г. Орлов построил на Литейном проспекте трёхэтажное здание арсенала, где на втором этаже расположился Достопамятный зал — место хранения музейных редкостей. В 1817 году П. П. Свиньиным было издано первое описание Достопамятного зала на русском и французском языках, а к 1860 году эта коллекция насчитывала более 10 000 предметов, размещённых в 19 залах арсенала. В 1850—1851 годах Литейный двор вместе с Арсеналом перевели в новые корпуса на Выборгской стороне, получившими после этого название «Новый Арсенал». Музей с 1868 года располагается на кронверке Петропавловской крепости, это здание было возведено в 1851—1860 годах архитектором П. И. Таманским по плану, предложенному императором Николаем I. Собрание сначала именовалось «Зал достопамятных предметов Главного артиллерийского управления», потом Артиллерийским музеем, а с 1903 года — Артиллерийским историческим музеем.
В 1890 году на страницах Энциклопедического словаря Брокгауза и Ефрона этот музей описывался следующими словами:

Артиллерийский музей в С.-Петербурге — представляет одно из замечательнейших в историческом отношении хранилищ всякого рода оружия и воинских доспехов и принадлежностей. Коллекции его разделены на два отдела: русский и иностранный. 1-й обнимает собою историю русского вооружения и артиллерии, с конца XIV века до современных нам образцов включительно. 2-й, иностранный отдел состоит главным образом из трофеев войн, преимущественно XVIII столетия. Сверх того, в музее хранятся разные исторические предметы, случайно туда попавшие, так, между прочим, мундиры и оружие Петра I, Петра III, Екатерины II, Александра I, Николая I; седло Иоанна Грозного, рабочий колет Петра Великого; мундир и белье Фридриха Великого; посмертный слепок с лица Суворова; мундир генер. Милорадовича, в котором он убит 14 декабря 1825 г.; табурет и трость Стеньки Разина и т. д. — Полное описание музея составлено г. Бранденбургом и издано в 1889 г. по случаю празднования 500-летнего юбилея русской артиллерии.

Большой вклад в сохранении «инверторских, курьёзных и достопамятных вещей» внёс глава артиллерийского ведомства граф П. И. Шувалов, с 1756 года заведующим хранилища стал подпоручик И. И. Меллер. В 1872 году заведующим музеем был назначен Н. Е. Бранденбург, опубликовавший в 1877—1883 годах «Исторический каталог С-Петербургского Артиллерийского музея».
В годы Великой Отечественной войны значительную часть коллекции музея успели эвакуировать в Новосибирск (с ней убыл начальник музея полковник Ф. Я. Куске), но примерно треть осталось внутри блокадного кольца. В неимоверно тяжелых условиях «новосибирская» и «ленинградская» группы не только спасали уникальные экспонаты, но и развернули временные выставки, читали лекции в госпиталях и военно-учебных заведениях, а с 1943 года вели также выездную работу по сбору на фронте и на оборонных предприятиях редких и ценных экспонатов (трофейное вооружение, оружие воинов-героев, экспериментальные образцы и т. д.). Оставшиеся в Ленинграде работники музея организовали также дружину ПВО: только после авианалета 8 октября 1941 года она потушила на территории музея 120 зажигательных бомб.
В 1963—1965 годах в состав Артиллерийского исторического музея вошли фонды Центрального исторического военно-инженерного музея и Военного музея связи.
Экспозиция Военно-исторического музея артиллерии, инженерных войск и войск связи размещена в 13 залах, размещённых в хронологическом порядке. На сегодняшний день коллекция музея насчитывает свыше 850 тысяч экспонатов и охватывает время c XIV века до наших дней. После реконструкции в ноябре 2002 года во внутреннем дворе музея представлено свыше 250 образцов пушек, самоходных артиллерийских установок (САУ), ракетных комплексов и несколько танков. Среди прочего, в музее хранятся отличающиеся богатой узорчатой отделкой старинные бронзовые орудия русских и европейских литейщиков — шведские и французские трофеи. Есть несколько пушек работы выдающегося мастера Андрея Чохова. В залах представлено множество советских и немецких образцов стрелкового и артиллерийского вооружения времён Великой Отечественной войны.
19 ноября 2013 года на территории музея был открыт памятник-бюст великому князю Михаилу Николаевичу (скульптор А. А. Аполлонов). Во дворе справа от здания музея, рядом с Кронверкским каналом, находится памятник декабристам, казнённым на этом месте в 1826 году. В ноябре 2019 года перед входом в музей был открыт памятник Михаилу Калашникову.

## Экспозиция Военно-исторического музея артиллерии, инженерных войск и войск связи

### I этаж
- История артиллерии до середины XIX века.
- Рыцарский зал
- История артиллерии с середины XIX века до 1917 года.
- История ракетного вооружения.
- История инженерных войск после 1917 года.

### II этаж
- История инженерных войск до 1917 года
- История кадетского образования в России XVIII—XIX вв.

### III этаж
- Войска связи в годы Великой Отечественной войны (1941—1945 гг.)
- История войск связи
- Артиллерия в годы Великой Отечественной войны (1941—1943 гг.)
- Артиллерия в годы Великой Отечественной войны (1944—1945 гг.)
- История артиллерии с 1918 г. по июль 1941 г.
- М. И. Кутузов и Отечественная война 1812 г.
- Калашников — человек, оружие, легенда.

## Достопримечательности
Шпага Милорадовича, золотая наградная сабля Аркадия Панаева, врученная за храбрость в обороне Севастополя в 1856 году

## Руководители
- 1903—1917 — Струков, Дмитрий Петрович
- 1918—1919 — Печенкин, Николай Михайлович
- 1919—1924 — Пещанский, Михаил Александрович
- 1924—1925 — Давыдов, Александр Владимирович
- 1926 — Георгули, Михаил Александрович
- 1926—1928 — Пещанский, Михаил Александрович
- 1928—1931 — Тягунов, Николай Фёдорович
- 1932—1935 — Непомнящий, Дмитрий Михайлович
- 1935—1941 — Куске, Ян Францевич
- 1941 — Мунгалов, Иван Михайлович
- 1941—1948 — Куске, Ян Францевич
- 1948—1950 — Лебедев, Пётр Константинович
- 1950—1953 — Каргин, Алексей Степанович
- 1953—1960 — Ермошин, Иосиф Петрович
- 1960—1968 — Бумагин, Андрей Алексеевич
- 1968—1974 — Сотников, Александр Алексеевич
- 1974—1979 — Бульба, Владимир Иванович
- 1979—1991 — Кравченко, Михаил Яковлевич
- 1991 — н.в. — Крылов, Валерий Михайлович

## Галерея

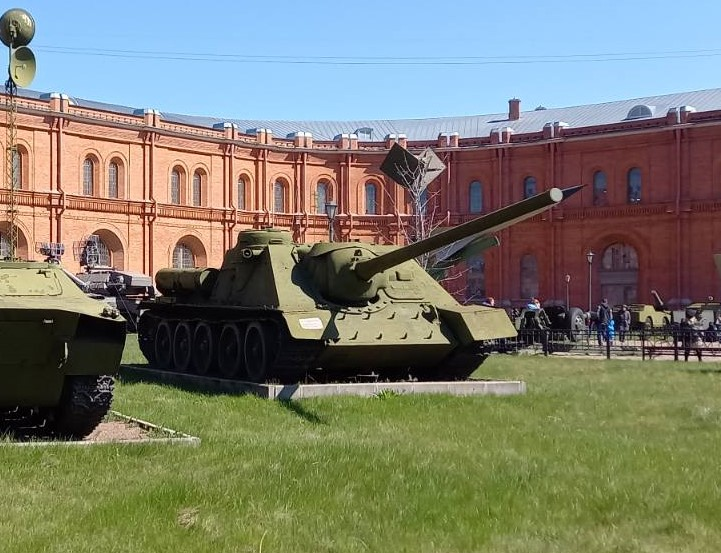
СУ-100
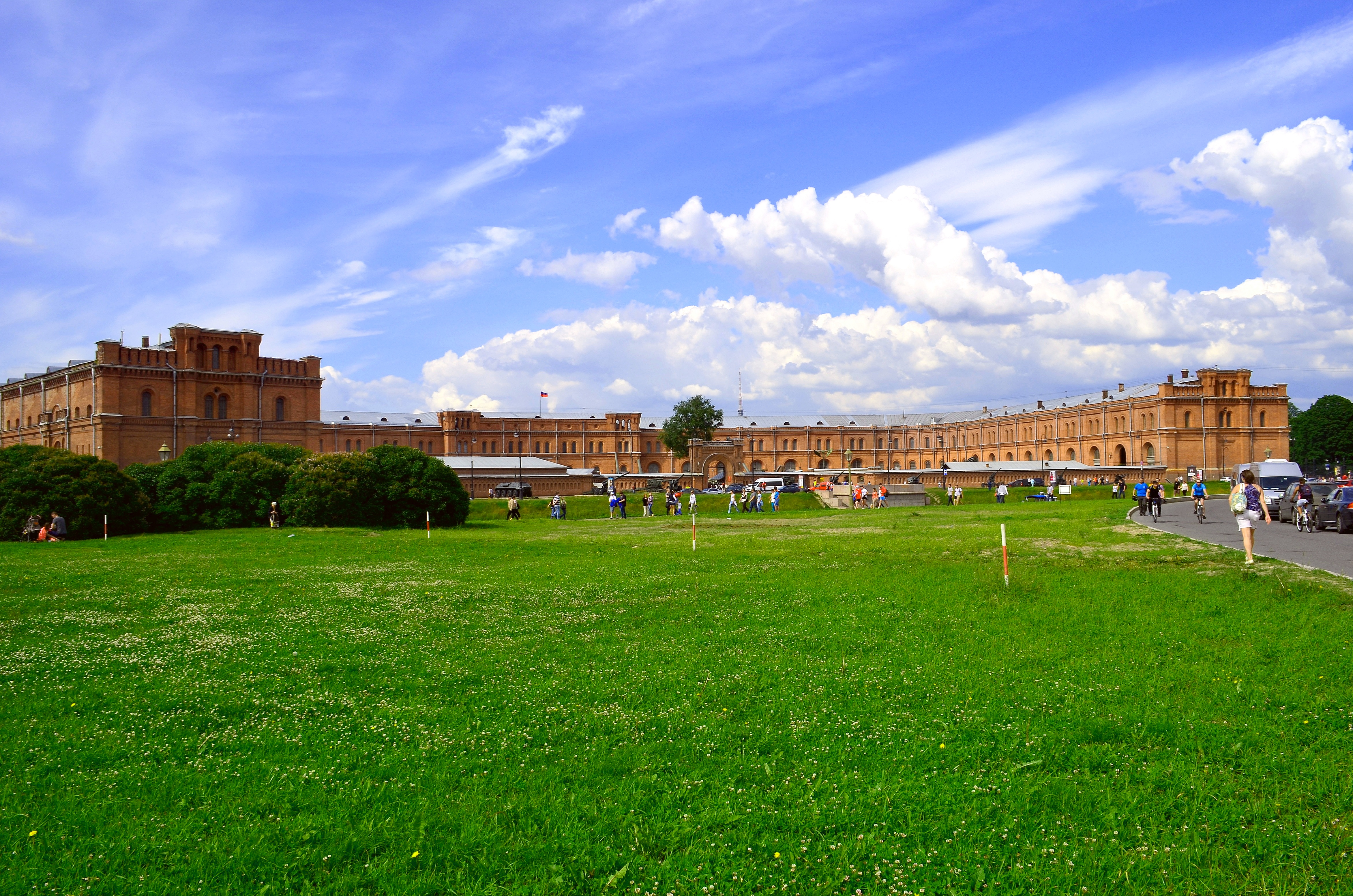
Вид на кронверк Петропавловской крепости, на котором расположен музей
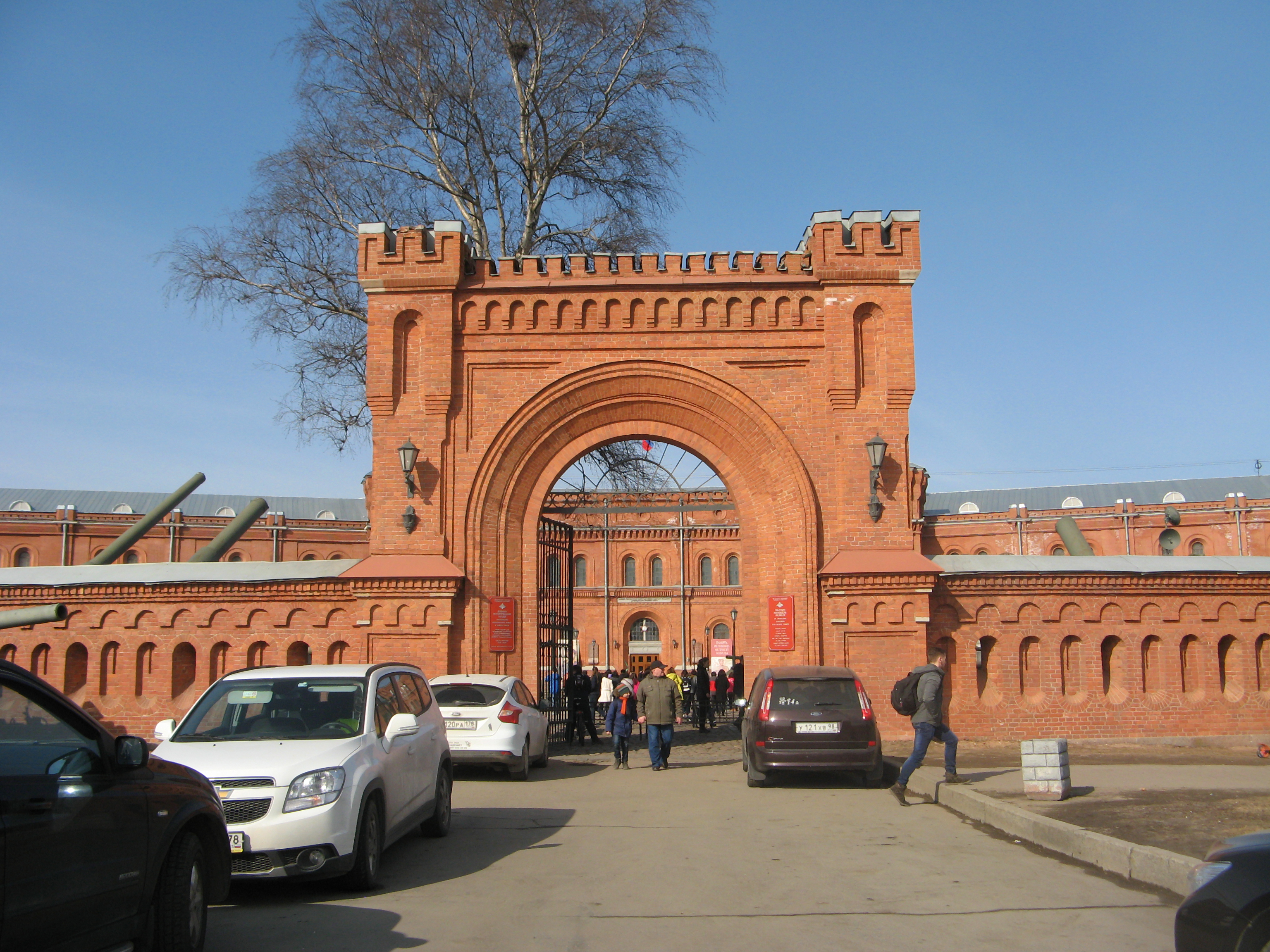
Вход во двор кронверка
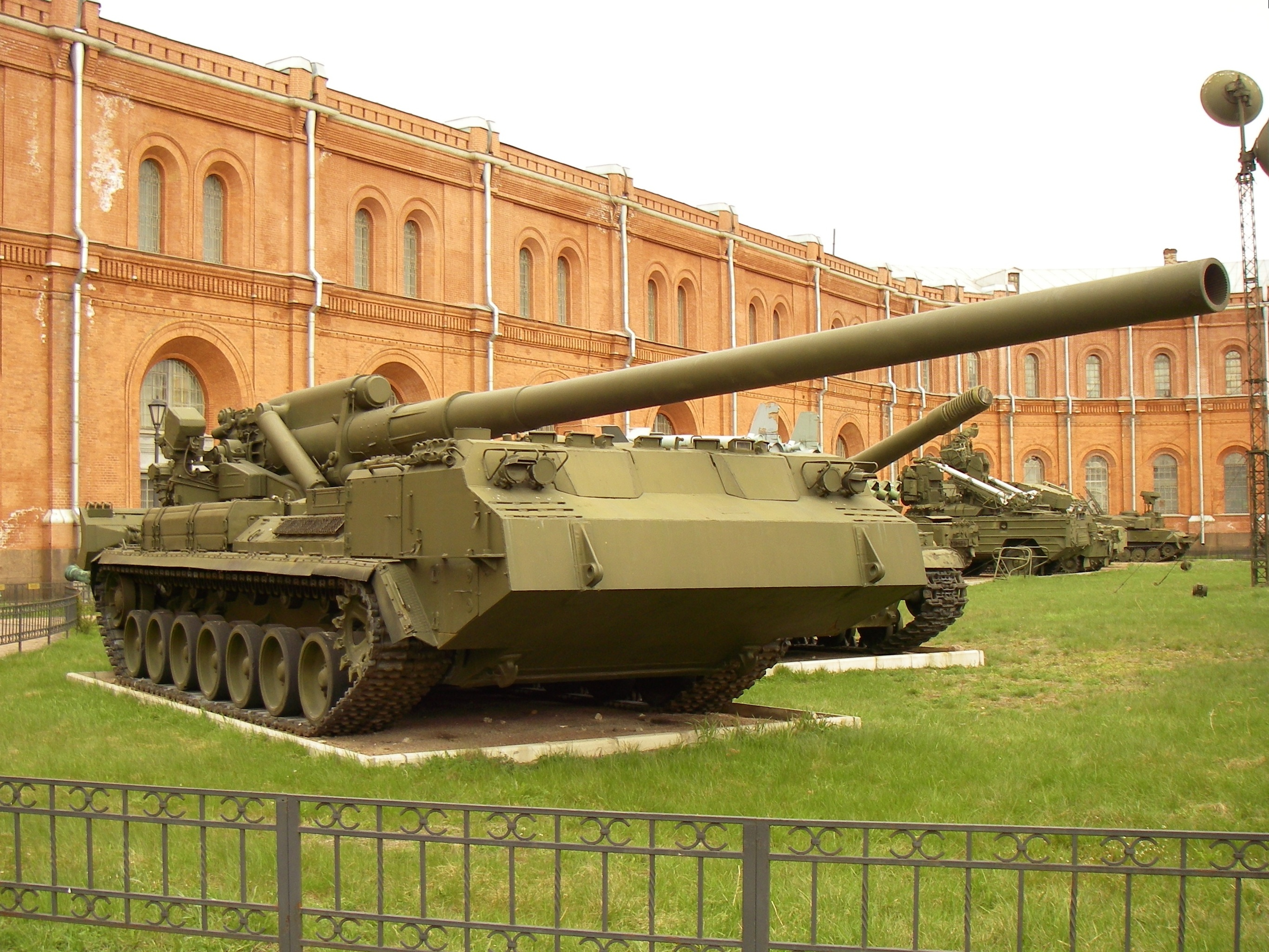
203-мм самоходная артиллерийская установка 2С7 «Пион» в Артиллерийском музее
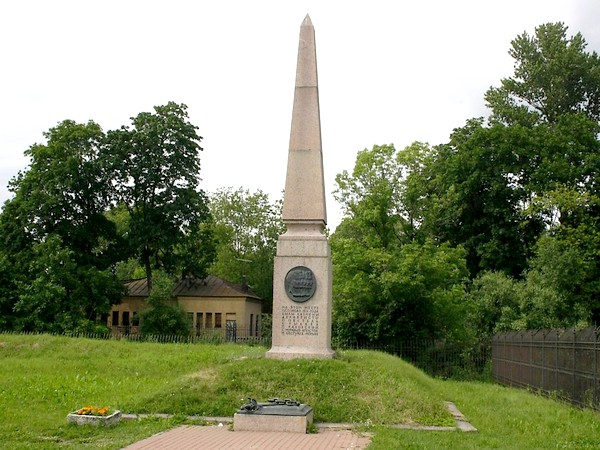
Обелиск на месте казни декабристов
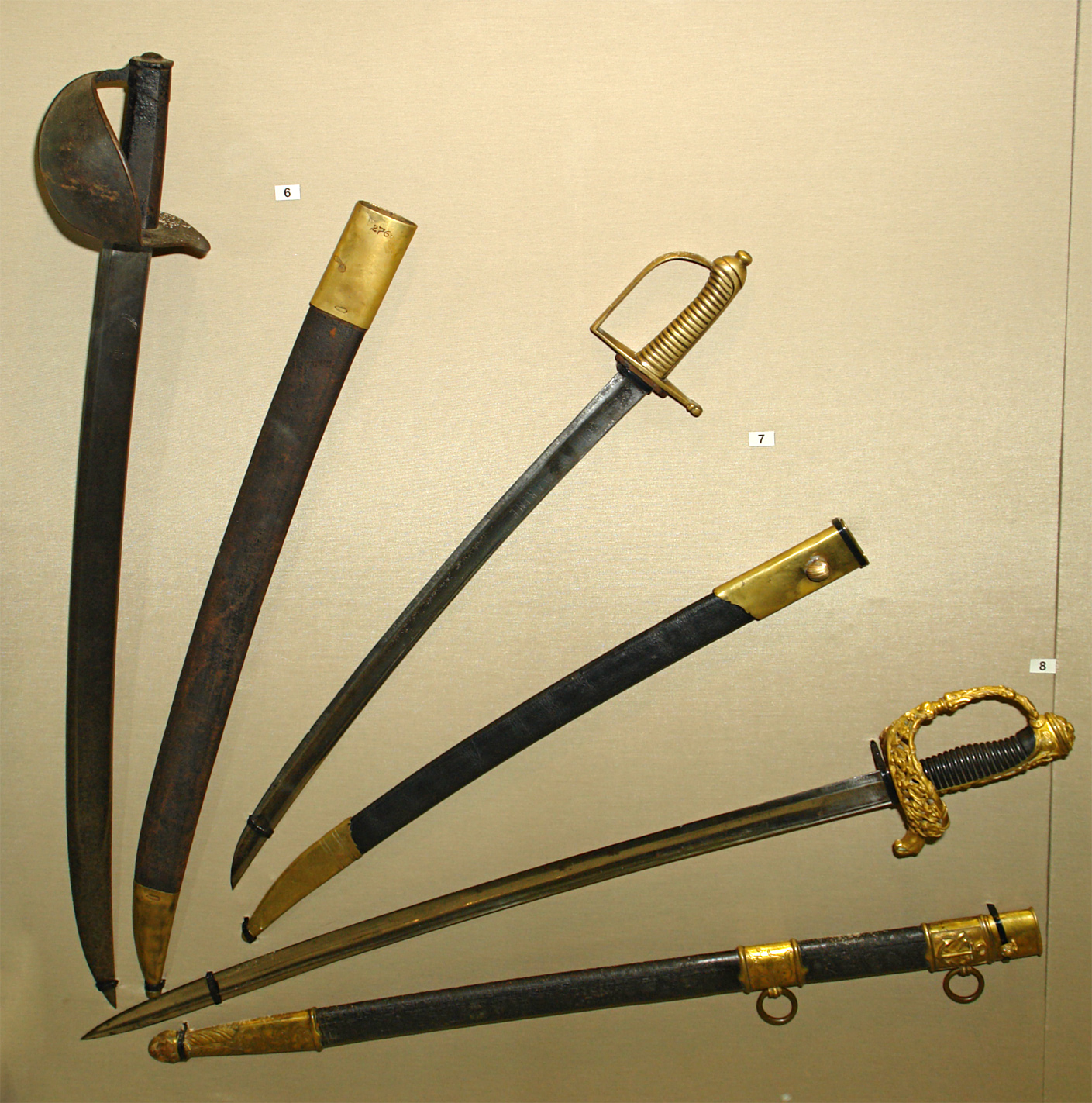
Французские тесаки и сабли

## Награды
- Благодарность Министра культуры Российской Федерации (28 августа 2003 года) — за многолетнюю плодотворную творческую деятельность по сохранению памятников воинской доблести и благородных традиций служения нашему Отечеству, большой вклад в патриотическое воспитание граждан России[13]